# 蔣伊
蔣伊（1631年—1687年），字渭公，號莘田，江南省蘇州府常熟縣（今屬蘇州市）人，清朝翰林、政治人物、詩人。

## 經歷
年少時致力學問。為諸生時即有經世濟民志向。
康熙五年（1666年）丙午順天鄉試舉人。
康熙十二年（1673年）丁丑科第二甲第六名進士出身。選翰林院庶吉士。
- 進呈《萬世玉衡錄》、《臣鑒錄》；「玉衡」論君主之道，「臣鑒」論臣子之道。得到旨意留覽。

十四年（1675年）：七月，翰林院散館，授監察御史，以巡城御史巡視中城。
- 疏陳六部積習，奏請減低白糧價格，嚴明懲處誣告叛逆的律條。彈劾高官大吏，不避權貴。
- 時值三藩之亂，南方用兵，城邑殘破，人民多四處流亡。蔣伊上疏：「新復地方，宜量緩徵輸，責成有司招徠開墾。」並奏請盡力撫恤傷亡官兵、致力推行開墾、賑濟飢荒，都切中機務。
- 疏陳有許多奸民趁此時挾仇誣告與自己有過節者為叛逆，奏請嚴明反坐律；相關官員受賄枉法裁判者，加等治罪。
- 浙江白糧準用順治十一年的價格，米一石折銀一兩；此時米價減至五六錢，請以現時米價為準。
- 蔣伊主張蘇州位處內地，不必防禦，駐紮滿洲八旗二千兵力只是擾民，請求撤回駐軍。諸項請求多得到採納。

十五年（1676年）：稱病歸鄉。
十八年（1679年）：補任廣西道監察御史。
- 當時三藩前線戰況激烈，政府四處徵調兵源、糧餉，政府又開捐納之例，官員銓選頗為壅塞。蔣伊於是蒐集民間疾苦，繪製十二幅圖進呈：「難民、刑獄、讀書、春耕夏耘、催科、鬻兒、水災、旱災、觀榜、廢書、暴關、疲驛」，又為江西、浙江難民疏言，妻女被掠、乞錢求贖的情狀：「請自後新復地方，責成督撫嚴禁將吏掠賣男婦，使水火餘生，來蘇有望。」又論及刑獄：「外省有司多以酷濟貪，應令各官廨立石中庭，鐫刻上諭，除命、盜重案外，不許濫行監禁、擅用夾棍及株連婦女，違者治罪，庶足以儆貪殘、惠煢獨。」再論銓敘：「捐納知縣，本出一時權宜，其人未必無賢能，而不可不選擇，請未選者責成吏部行簡選法，身言書判，實加考驗，優者以資除授，劣者給以空銜。其已選者，責成督撫試其才守。行保舉法，否者黜之。」並請停止捐納知縣。康熙帝覽見圖畫與奏疏，為之動容嗟嘆。
- 彈劾江西董衛國擅自役使民夫、縱兵燒殺擄掠。康熙帝詔命董衛國於軍前帶罪立功。
- 京師地震，應詔密陳三道疏奏，論六部積習：遇有開銷預算的案子則要求賄賂，意為差別待遇；部堂各司的書吏，串連為一手，請求嚴加禁飭。以捐納例廣、正途壅滯，疏請澄清吏治、裁汰冗官、疏通仕途。又奏言：「災眚疊見，乘輿不宜輕出，宜日御便殿，咨諏治道，飭官常求民瘼，以幸天下。」
- 當時江南、江西連年災荒，蔣伊上救荒策，奏請獎賞廉潔官吏、緩徵賦役催科、鼓勵商賈流通、振興工程工作、恤養孤兒老人、掩埋腐屍骼胔，分為五疏上奏。

二十一年（1682年）：正直名聲震動海內，遭到忌恨者抵制，出授廣東糧儲道參議。
- 廣東當兵亂之後，徵收供給物資繁苦，胥吏舞弊為奸，捧奉檄文催促交解加派款項，威勢囂張，民不聊生[2]；蔣伊到任後禁止賄饋獻禮、蠲免耗羨、革除差役徭役。蔣伊的日用所需與薪水都自己辦理、自己買乾魚，發誓不取民間一物。
- 廣東解交省城的米價按慣例高於市價，蔣伊平準各米市，使官方不侵害漁業。
- 尚之信叛亂時，多佔據人民房舍；蔣伊低調收斂，天氣炎熱也不加搭茅草、棚蓋，親自勘察民情，使人民得以回復舊業。
- 長期以來，軍糧撥支最為麻煩，軍隊也因為運糧跋涉而怨嘆，胥吏又把持之。蔣伊酌定將本地糧配給本地駐兵，軍民都認為便利。

二十二年（1683年）：廣東糧儲道參議。

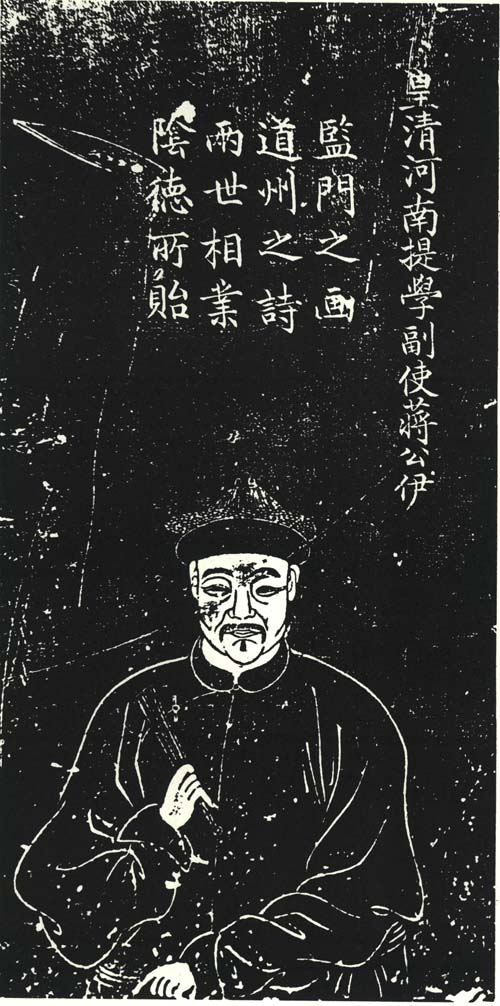
《沧浪亭五百名贤像》之《皇清河南提學副使蔣公伊像》

- 省城文廟傾圮，且被藩鎮兵佔據。蔣伊自出俸錢建造軍房八十餘楹，申報總督吳興祚以安撫軍隊，隨後糾集工匠修葺文廟。軍心安定，士氣也提振。
- 注重文教，砥礪後進，創立穗城書院、嶺南義學，購置膳田六百多畝以供給來學生徒，每月考核甲乙等，文風盛行，「化海濱為鄒魯」。

二十三年（1684年）：廣東糧儲道參議。
- 康熙帝下詔求學問、品行兼優者出任督學，九卿即舉薦蔣伊。十二月十九日遷河南按察使司副使兼督學道。
- 自廣東離任啟程時，因清貧而行李箱篋裡空無一物，士民不捨哭泣、攀上車轅挽留。

二十四年（1685年）：河南按察使司副使、提學道。
- 河南自明朝末年兵亂頻繁，民生尚未恢復，士子也荒廢學術，只持守科舉的文字。蔣伊到任後立即頒布條文約定，告示為文的方法，本於古文學，選取重要的而去除冗雜者。教導士人敦勵品行，刊行《孝經》；又自己作各經《淺說》頒行於校舍，使人易於遵守。士子若有品行良好者則必定獎勵[3]。
- 蔣伊在官署東側修建孟子游梁祠，定堂名「闢利」。有人夜間請謁饋贈金錢，蔣伊當面吐口水唾棄之。
- 居官嚴以律己寬以待人，巡行考試、車馬供給都不打擾民間。時常出自己俸祿修葺文廟與名賢祠墓；士子若有獲選貢生而貧困者，必定資助其赴京津貼。

康熙二十六年（1687年）主試開封府時翻閱試卷通宵達旦，染病。二月以勞瘁卒於官，年五十七。
- 河南士民悲傷感泣，輓詩有「百世師恩千點淚，兩河官橐幾篇文」句，入祀河南名宦祠。蔣伊得到讚譽為公正廉明第一，康熙六十年其孫蔣漣任河南學政時公正廉明，也能繼承祖父行跡。
- 廣東士民在嶺南義學為其設靈位，哭者甚眾，呈請入祀廣東名宦祠，又在穗城書院修建蔣公祠祀奉之。

## 著作

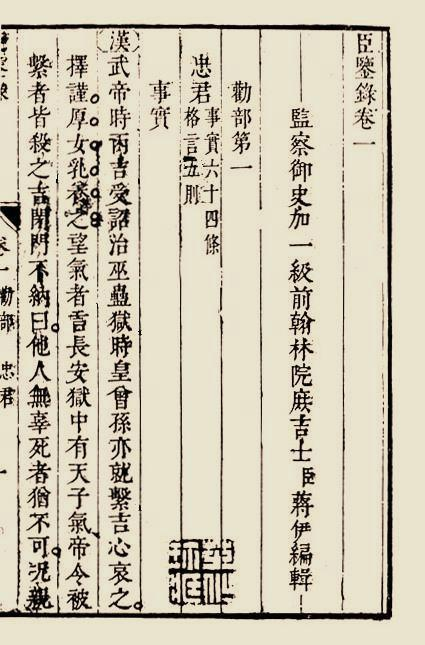
《臣鑒錄》卷一首頁蔣伊官銜與署名

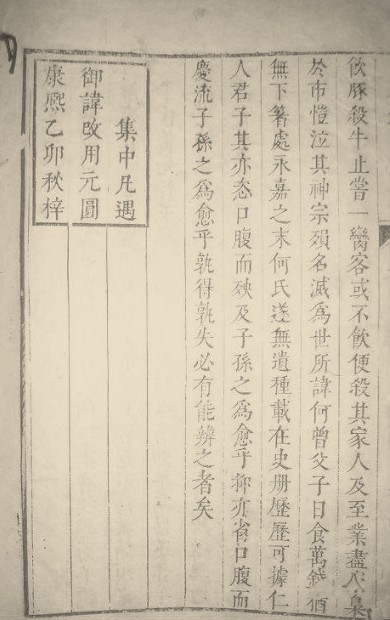
《臣鑒錄》卷二十末頁

- 《莘田詩文集》十八卷、補遺一卷
- 《條奏疏稿》一卷
- 《疏稿續刊》一卷
- 《蔣氏家訓》一卷
- 《萬世玉衡錄》四卷
- 《臣鑒錄》二十卷
- 《蔣莘田先生流民十二圖》一卷
- 《唐詩類苑纂五集》不分卷[4]
- 康熙《廣東輿圖》十二卷[5]

## 家庭及關聯
- 先祖：蔣秀亢。
- 父：蔣棻。
- 子：蔣陳錫官至雲貴總督、蔣廷錫官至文華殿大學士。
- 女：蔣季錫。
- 孫：蔣漣、蔣泂、蔣泂、蔣溥、蔣洲。